# Nina Bianchi
Pour les articles homonymes, voir Bianchi.
Nina Bianchi, née le 24 janvier 1821 à Paris et morte le 21 octobre 1909 à Versailles, est une peintre française.

## Biographie
Anne Léonardine Marie Louise Bianchi est la fille de Lazare Bianchi, chef de bureau au ministère des Finances, et de Marie Catherine Adélaïde Pouillard. Elle a pour grand-oncle Jacques Gabriel Pouillard, abbé sacristain de la Chapelle royale des Tuileries.
Élève d'Alexis Joseph Pérignon et d'Ary Scheffer, elle expose au Salon de 1843 à 1863. Elle expose également des pastels au Salon de Bruxelles de 1860.
Elle obtient une médaille de 3e classe en 1845 (pastel) et une médaille de 2e classe en 1848.
Elle meurt célibataire à l'âge de 88 ans à son domicile du no 43 de la rue de l'Orangerie, à Versailles.

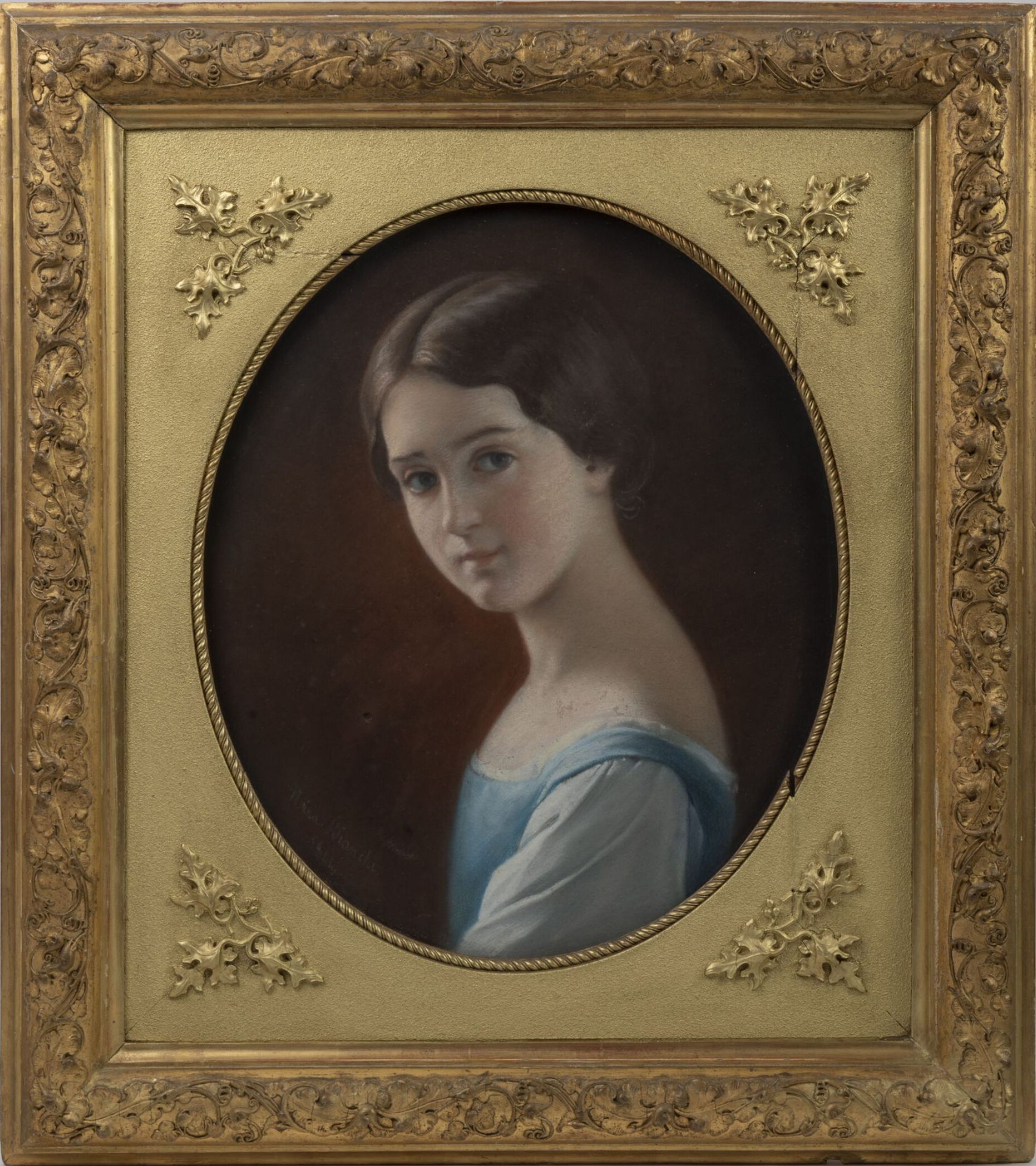
Portrait de jeune fille en buste, de trois quarts, 1844.
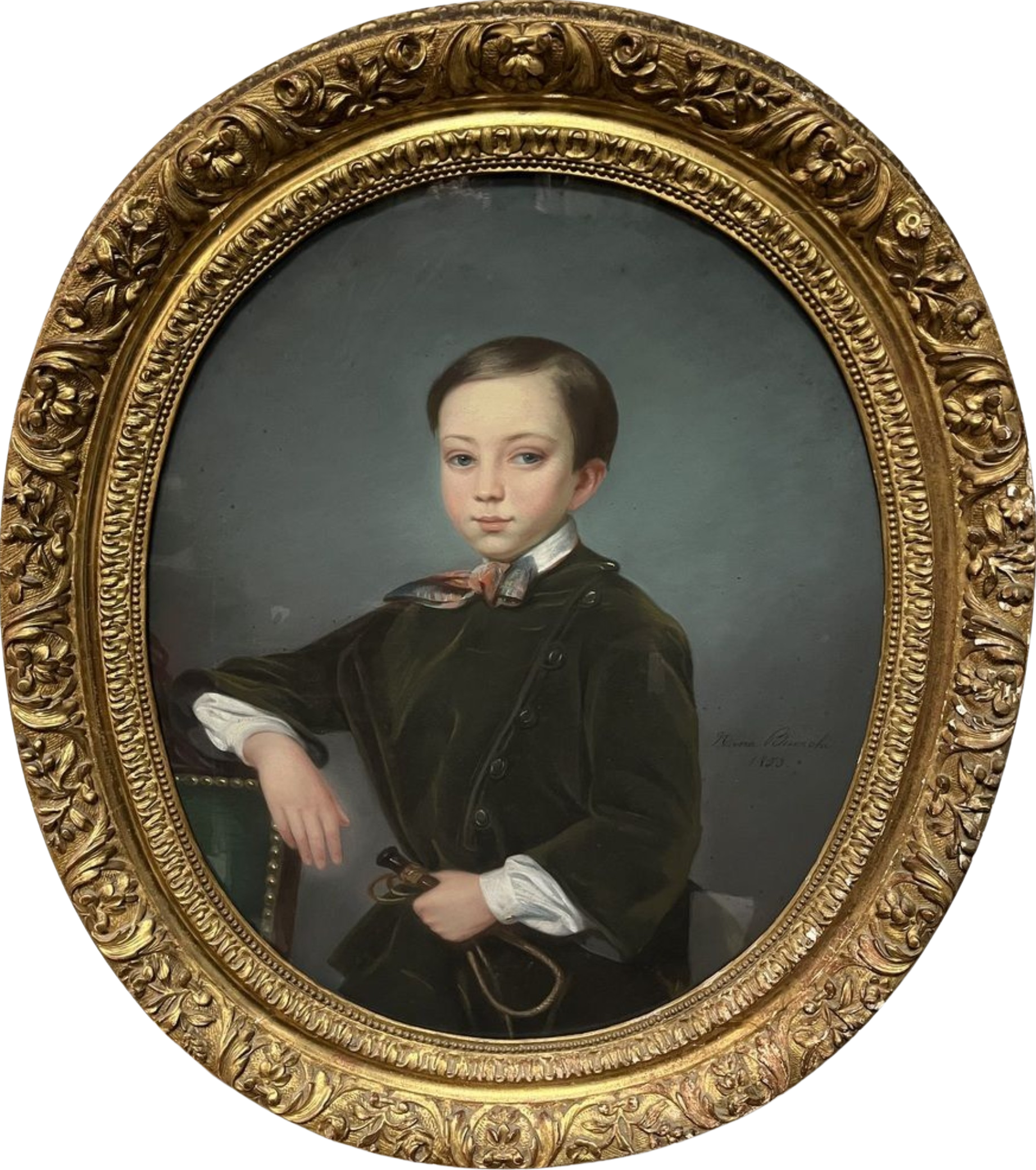
Portrait de jeune garçon, 1853.
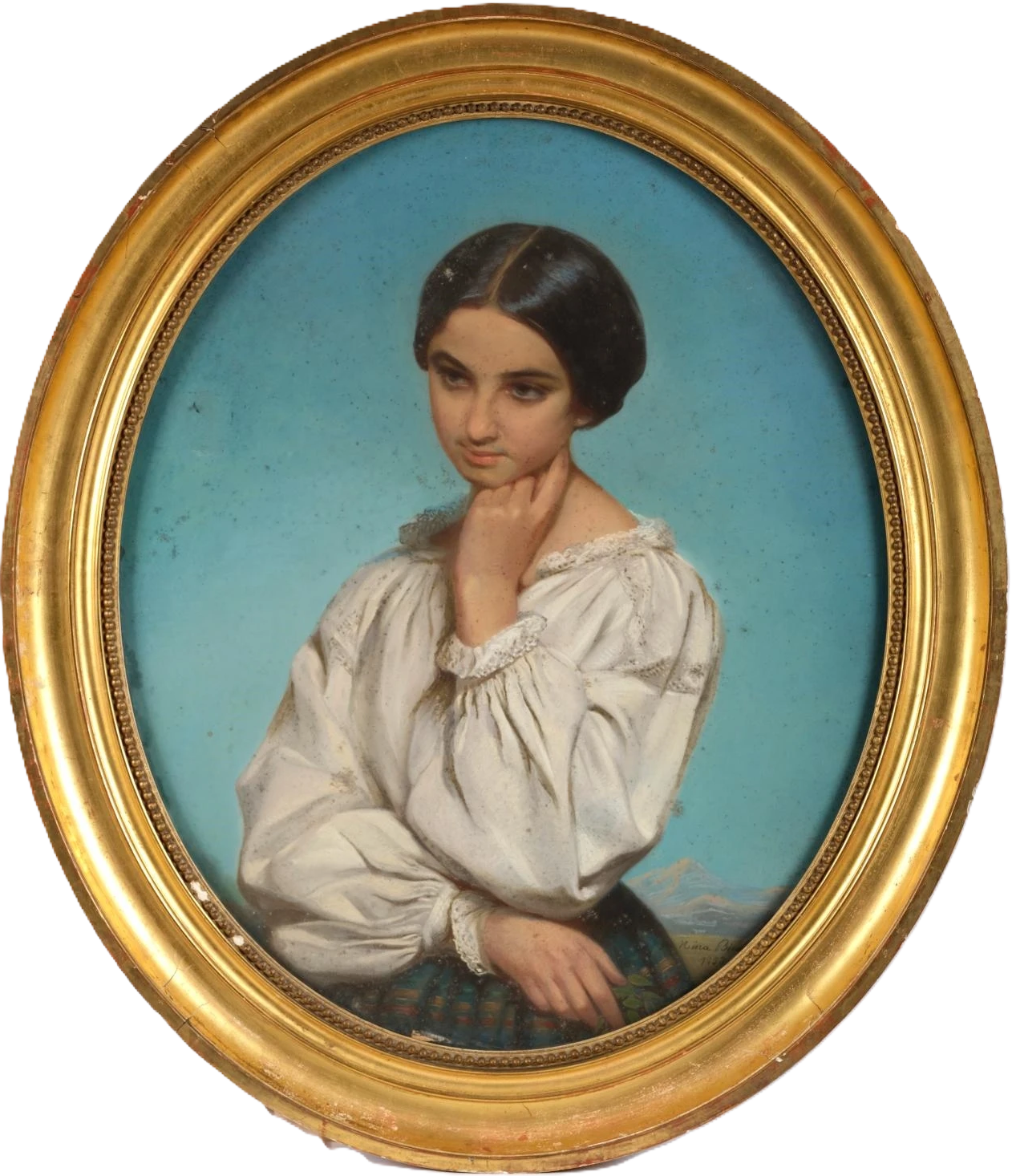
Femme en buste dans un paysage de montagne, 1853.
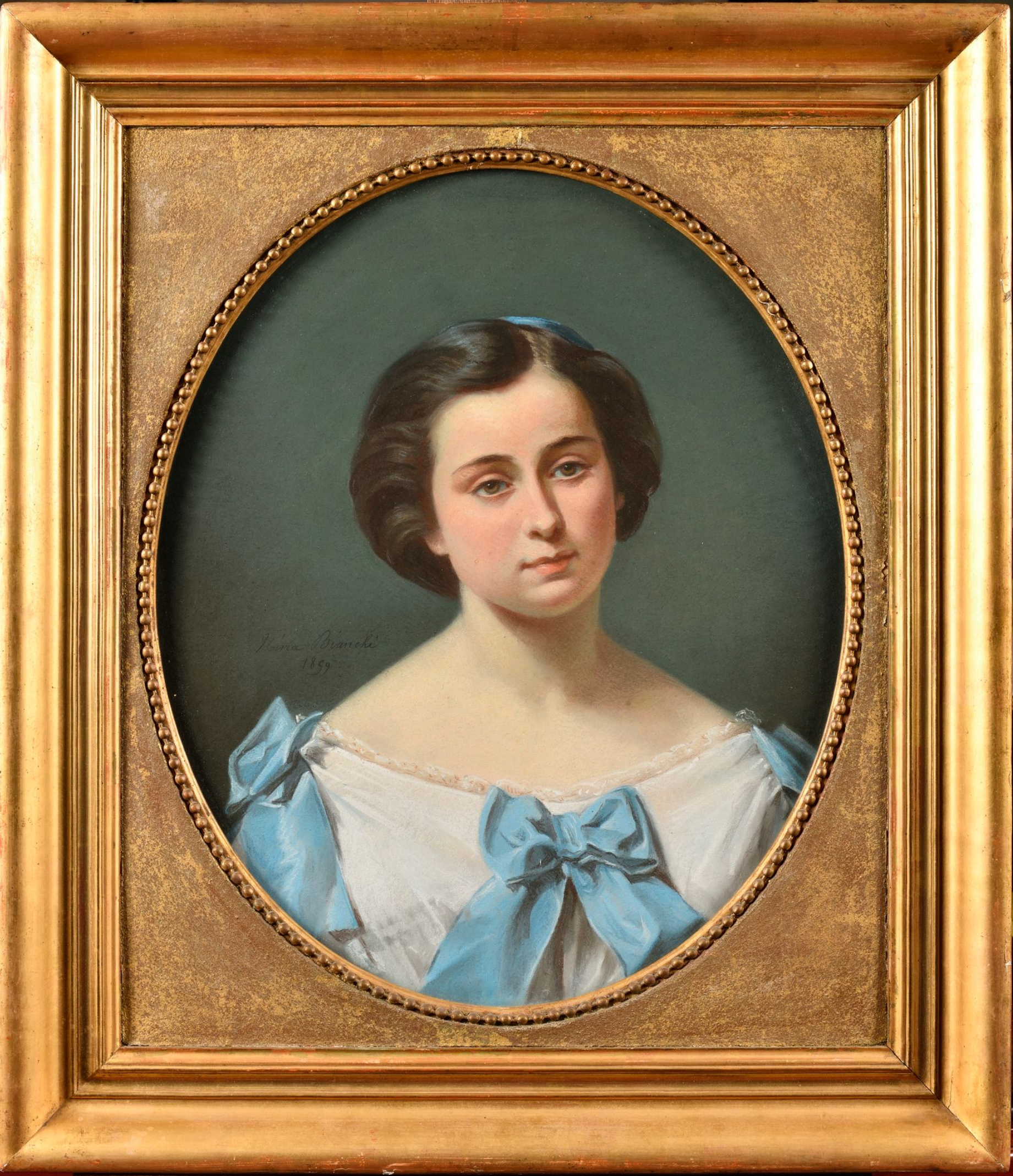
Portrait de femme, 1859.

## Participation aux Salons parisiens
- Portrait de Mme B., au Salon de 1843, pastel
- Portrait du fils de M. C., au Salon de 1844, pastel
- Tête de jeune fille, au Salon de 1844, pastel
- Tête d'étude de jeune fille, au Salon de 1845, pastel
- Étude de femme, au Salon de 1846, pastel
- Portrait de femme, au Salon de 1846, pastel
- Portrait de M. A. G., au Salon de 1846, pastel
- Portrait de la petite-fille de M. B., au Salon de 1847, pastel
- Portrait du petit Antony J., au Salon de 1847, pastel
- Portrait de femme, au Salon de 1847, pastel
- Tête d'étude de femme, au Salon de 1847, pastel
- Portrait de femme, au Salon de 1848, pastel
- Portrait d'enfant, au Salon de 1848, pastel
- Tête d'enfant, au Salon de 1848, pastel
- Tête de femme, au Salon de 1848, pastel
- Un arabe, au Salon de 1848, pastel
- Portrait de Mlle C. D., au Salon de 1849
- La fille de Jephté et ses compagnes, au Salon de 1849
- Portrait de Mme de M., au Salon de 1849
- Portrait de Mlle ., au Salon de 1850, pastel
- Portrait de Mme J., au Salon de 1850, pastel
- Marie-Thérèse-Charlotte de France (Madame, fille de Louis XVI), au Salon de 1850, pastel d'après une miniature faite en 1791
- Portrait de Mme ., au Salon de 1850, pastel
- Deux portraits, au Salon de 1852, pastel
- Graziella, au Salon de 1853, pastel
- Italienne, étude, au Salon de 1855, pastel
- Portrait, au Salon de 1855, pastel
- Portrait, étude, au Salon de 1855, pastel
- Rêverie, étude au pastel, au Salon de 1857, pastel
- Portrait d'homme, au Salon de 1859, pastel
- Portrait, au Salon de 1861 (Toulouse), pastel
- Mater dolorosa, d'après P. P. Rubens, au Salon de 1863, pastel
- Portrait d'enfant, au Salon de 1863, pastel
- Tête d'étude, au Salon de 1863, pastel